# Pranoi
Pranoi  est une localité du centre de la Côte d'Ivoire et appartenant au département de Tiebissou, dans la Région des Lacs. La localité de Pranoi est un chef-lieu de commune.